# 第54師団 (日本軍)
第54師団（だいごじゅうよんしだん）は、大日本帝国陸軍の師団の一つ。

## 概要
1940年（昭和15年）8月から常設師団のうちの8個師団が満州に永久駐屯することになり、代替の常設師団として1940年7月10日に第51師団・第52師団・第54師団・第55師団・第56師団・第57師団の計6個師団がそれぞれ留守師団を基幹に編成された。翌年の1941年（昭和16年）9月16日に第53師団が留守第16師団を基幹に編成されたが、第1師団分については除かれた。
第54師団は、兵庫・岡山・鳥取の三県を徴兵区とする常設師団として留守第10師団を基幹に姫路で編成された。管轄区域は1941年から姫路師管に改称、1945年（昭和20年）には補充任務等の管轄区域の軍政を担当する留守第54師団司令部が長野師管区司令部と改称して長野に移転した。

## 沿革
師団は編成後、当初は姫路に在り中部軍に属していたが、1943年（昭和18年）2月に動員され南方軍第16軍に編入。旧オランダ植民地ジャワ島の守備にあたった。さらにビルマに派遣され緬甸方面軍の直轄部隊としてビルマ南西部に駐屯していたが、1944年（昭和19年）1月、新設された第28軍に属した。
1944年2月、第二次アキャブ作戦に参加し英印軍の堅い守りを突破できず退却。続くイラワジ会戦にも敗れて英印軍の圧迫を受け、1945年4月にイラワジ河を渡りペグー山系に退却。さらにシッタン川に向けて後退し、シッタン川を渡河（シッタン作戦）するもまもなく終戦、任務を完了した。

## 師団概要

### 歴代師団長
- 秋山義兌 中将：1940年（昭和15年）8月1日 - 1941年8月25日[1]
- 片村四八 中将：1941年（昭和16年）8月25日 - 1944年8月30日[2]
- 宮崎繁三郎 中将：1944年（昭和19年）8月30日  - 終戦[3]

### 参謀長
- 峯木十一郎 歩兵大佐：1940年（昭和15年）8月1日[4] - 1942年10月24日[5]
- 一田次郎 大佐：1942年（昭和17年）11月1日 - 1944年3月22日[6]
- 日笠賢 大佐：1944年（昭和19年）3月22日[7] - 1944年8月17日[8]
- 小林茂本 中佐：1944年（昭和19年）8月17日[9] - 1945年3月9日
- 倉沢勤三郎 大佐：1945年（昭和20年）3月9日 - 終戦[10]

### 最終所属部隊
- 第54歩兵団
  - 歩兵団司令部：歩兵団長 木庭知時少将
  - 歩兵第111連隊（姫路）：矢木孝治大佐
  - 歩兵第121連隊（鳥取）：馬場進大佐
  - 歩兵第154連隊（岡山）：村山一馬大佐
- 捜索第54連隊：古賀文夫少佐
- 野砲兵第54連隊：横田武夫大佐
- 工兵第54連隊：大田智大佐
- 輜重兵第54連隊：太田貞次郎大佐
- 第54師団通信隊：森下千代松少佐
- 第54師団兵器勤務隊：瀧本武大尉
- 第54師団衛生隊：岩田文三大佐
- 第1野戦病院：山崎淳一少佐
- 第2野戦病院：須藤利一少佐
- 第4野戦病院：中間三次少佐
- 第54師団防疫給水部：菊地猛夫少佐